# 兵庫医科大学病院
兵庫医科大学病院（ひょうごいかだいがくびょういん）は、兵庫県西宮市武庫川町にある大学病院である。病院の理念は、「兵庫医科大学病院は、安全で質の高い医療を行い、 地域社会へ貢献するとともに、よき医療人を育成します」。阪神大震災やJR福知山線脱線事故の際には、災害医療拠点として大きな役割を果たした。
がん診療連携拠点病院、周産期母子医療センター設置病院、エイズ治療拠点病院、特定機能病院、肝疾患診療連携拠点病院、兵庫県災害拠点病院でもある。

## 沿革
- 1972年 - 開設。
- 1973年 - 1号館が完成。
- 1980年 - 救命救急センターを開設。
- 1985年 - 特定承認保険医療機関として承認を受ける。
- 1988年 - NICU、結石センターを開設。
- 1990年 - 兵庫県老人性疾患センターを開設。
- 1994年 - 特定機能病院として承認を受ける。
- 1996年 - 災害拠点病院・エイズ拠点病院に指定。
- 2004年 - 阪神南圏域地域リハビリテーション支援センターに指定。
- 2005年 - 地域医療・総合相談センター設置。日本医療機能評価機構による病院機能評価（Ver.4）認定。
- 2006年 - PETセンター、中皮腫・アスベスト疾患センターを設置。
- 2007年 - 治験センター、がんセンターを設置。兵庫県エイズ治療中核拠点病院に指定。
- 2008年 - 地域がん診療連携拠点病院、肝疾患診療連携拠点病院に指定。
- 2009年 - 兵庫県認知症疾患医療センターに指定。学校法人兵庫医科大学連携病院の会設置。
- 2010年 - 日本医療機能評価機構による病院機能評価（Ver.6）認定。
- 2012年 - 1号館12階特別病棟開棟。
- 2013年 - 急性医療総合センター開設。
- 2014年 - 総合診療センター、脳卒中センター設置。

## 診療科・支援部門

### 診療科
- 循環器内科・冠疾患内科
- 血液内科
- リウマチ・膠原病内科
- 糖尿病・内分泌・代謝内科
- 肝・胆・膵内科
- 消化管内科
- 炎症性腸疾患内科
- 呼吸器内科
- 神経内科
- 腎・透析内科
- 総合内科
- 肝・胆・膵外科
- 上部消化管外科
- 下部消化管外科
- 炎症性腸疾患外科
- 乳腺・内分泌外科
- 小児外科
- 心臓血管外科
- 呼吸器外科
- 整形外科
- 形成外科
- 脳神経外科
- 精神科神経科
- 小児科
- 皮膚科
- 泌尿器科
- 産科婦人科
- 眼科
- 耳鼻咽喉科・頭頸部外科
- 放射線科
- 麻酔科・疼痛制御科
- 歯科口腔外科
- 救急科
- 輸血・細胞治療科
- 胸部腫瘍科

### 支援部門

#### 中央診療施設
- 救命救急センター
- 超音波センター
- 内視鏡センター
- がんセンター
- ICU
- ペインクリニック部
- リハビリテーション部
- 感染制御部
- 手術センター
- 周産期センター
- 生殖医療センター
- 輸血・細胞治療センター
- 放射線医療センター
- 臨床検査部
- 病院病理部
- 臨床遺伝部
- 地域医療・総合相談センター
- 医療安全管理部
- 肝疾患センター
- IBDセンター
- 健診センター
- 血液浄化センター
- 腎移植センター
- アイセンター
- 総合診療センター
- 脳卒中センター

#### 中央部門
- 看護部
- 臨床検査技術部
- 臨床栄養部
- 入退院管理室
- 薬剤部
- 臨床心理部
- 臨床工学室
- 放射線技術部
- 医療社会福祉部
- 診療情報管理室

## 医療機関の指定・認定
（下表の出典）
| 保険医療機関                                                                                      | 労災保険指定医療機関                   |
| 救命救急センター                                                                                  | 指定自立支援医療機関（更生医療）       |
| 臨床研修病院                                                                                      | 指定自立支援医療機関（育成医療）       |
| 指定自立支援医療機関（精神通院医療）                                                              | 特定行為研修指定研修機関               |
| 身体障害者福祉法指定医の配置されている医療機関                                                    | 臨床修練病院等                         |
| 精神保健及び精神障害者福祉に関する法律（昭和25年法律第123号）に基づく指定病院又は応急入院指定病院 | 精神保健指定医の配置されている医療機関 |
| がん診療連携拠点病院（国指定）                                                                    | 生活保護法指定医療機関                 |
| エイズ治療拠点病院（中核）                                                                        | 肝疾患診療連携拠点病院                 |
| 指定小児慢性特定疾病医療機関                                                                      | 特定疾患治療研究事業委託医療機関       |
| 難病の患者に対する医療等に関する法律（平成26年法律第50号）に基づく指定医療機関                    | 原子爆弾被害者指定医療機関             |
| DPC対象病院                                                                                       | 原子爆弾被害者一般疾病医療機関         |
| 総合周産期母子医療センター                                                                        | 公害医療機関                           |
| 母体保護法指定医の配置されている医療機関                                                          | 特定機能病院                           |
| 都道府県アレルギー疾患医療拠点病院                                                                | 災害拠点病院（地域）                   |

- 兵庫県認知症疾患医療センター[2]
- がんゲノム医療拠点病院[2]
- 兵庫県難病診療連携拠点病院[2]
- 小児がん連携病院[2]
- 公益財団法人日本医療機能評価機構認定病院[4]
- このほか、各種法令による指定・認定病院であるとともに、各学会の認定施設でもある。

## 交通アクセス
- 阪神本線・阪神武庫川線「武庫川駅」西出口より徒歩5分[5]
- 阪神バス高須東線「兵庫医科大学病院前」停留所すぐ（JR甲子園口発着・市道小曽根線経由便のうち、平日日中のみ経由。なお、この便は甲子園駅は経由しない）

## 出来事
- 2005年のJR福知山線脱線事故で、負傷者の手当てを行った同病院の元看護師の35歳の女性が、2006年に心的外傷後ストレス障害（PTSD）と診断され、西宮労働基準監督署に労災申請したが却下されたため、「野戦病院並の環境下でPTSDになった」として、神戸地方裁判所尼崎支部に対し、労災認定を求め訴えを起こした[6]。
- 2007年4月に、同病院の研修医が医師法に違反して、別の病院でアルバイト診療をしていたことが発覚。これを受け、厚生労働省近畿厚生局が、全国で初めて実態調査を実施したところ、大阪大学附属病院・大阪市立大学附属病院・神戸大学附属病院など大阪府・兵庫県内計26の病院で、計98人もの研修医のバイト診療が判明した[7]。
- 2017年8月29日 - 厚生労働省の通知で再使用が禁止されている外科手術用の医療機器「ドリルバー」を手術計135件で再使用していたと病院が発表。整形外科や脳神経外科の手術で患者130人に再使用した。健康被害は確認されておらず、患者におわびの文書を送った[8]。

## 関連施設
- 兵庫医科大学健康医学クリニック - 内科外来、人間ドック（兵庫県西宮市池開町3-24）